# Boundiali (ville)
Pour les articles homonymes, voir Boundiali.
Boundiali est le chef-lieu du département de Boundiali, dans la région de la Bagoué. La ville est située entre Korhogo et Kouto à l'est, Madinani à l'ouest, Séguéla et Mankono au sud et Tingréla et Minignan au nord. Ses habitants, dont le nombre est estimé à presque 92 792 en 2021, sont appelés les « Boundialiyés ». 
Après la crise de 2002 qui a meurtri le pays, et conduit à une partition de fait de la Côte d'Ivoire entre sa partie septentrionale et sa partie méridionale, la ville de Boundiali s'est retrouvée sous le contrôle des Forces nouvelles de Côte d'Ivoire. Depuis les accords de Ouagadougou signés en 2007 entre les protagonistes du conflit, l'administration gouvernementale s'est ré-installée dans la ville et les projets de développement des infrastructures ont repris.

## Géographie

### Situation

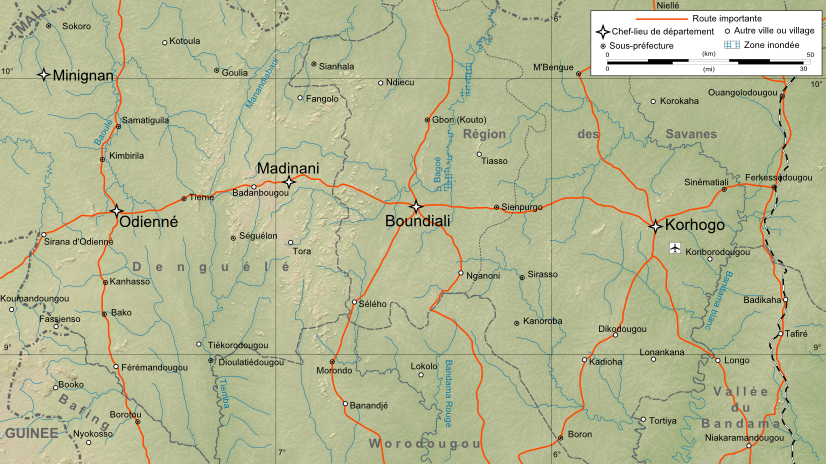
Région de Boundiali (cliquer pour agrandir)

La ville fait partie du grand District des Savanes, le plus septentrional du pays, frontalier avec le Mali et le Burkina Faso. Les villes les plus proches, qui sont aussi les chefs-lieux des départements éponymes, sont Korhogo à 96 km et Tingréla à 120 km, dans la même région ; Odienné à 180 km, dans la Région du Kabadougou jouxtant la Guinée ; Séguéla à 150 km et Mankono à 180 km, dans la Région du Béré. Elle est reliée à toutes ces villes par des pistes en latérite. Elle se situe également à 800 km d’Abidjan, la capitale économique et plus grande ville du pays et à 600 km de Yamoussoukro, la capitale politique.

## Histoire
La fondation de la ville de Boundiali remonterait au XIVe siècle, selon la tradition orale locale rapportée par les griots.

## Administration
Une loi de 1978 a institué 27 communes de plein exercice sur le territoire du pays. Au nombre de celles-ci, figure Boundiali. La commune, collectivité territoriale, est administrée par un conseil municipal présidé par le maire.
| Date d'élection | Identité              | Parti        | Qualité         | Statut |
| --------------- | --------------------- | ------------ | --------------- | ------ |
| 1980            | Ibrahima Koné         | PDCI-RDA     | Homme politique | élu    |
| 1983            | Coulibaly Lenissongui | PDCI-RDA     | Homme politique | élu    |
| 1985            | Coulibaly Lenissongui | PDCI-RDA     | Homme politique | élu    |
| 1990            | Coulibaly Lenissongui | PDCI-RDA     | Homme politique | élu    |
| 1995            | Zémogo Fofana         | RDR          | Homme politique | élu    |
| 2001            | Zémogo Fofana         | RDR          | Homme politique | élu    |
| 2013            | Konaté Lassina        | Indépendant  | Homme politique | élu    |
| 2018            | Mariatou Koné         | Indépendante | Femme politique | élue   |

### Services publics et parapublics
Parmi les services publics présents déployés avant la crise de 2002, figuraient la Brigade de la Gendarmerie nationale et une unité du Service civique. Le gouvernement de Laurent Gbagbo a récemment relancé le programme de Service civique avec, pour objectif premier, la réinsertion des anciens combattants des Forces nouvelles.
Les services parapublics sont constitués par la Compagnie ivoirienne d'électricité (anciennement EECI), la Poste de Côte d’Ivoire, la Société de distribution d'eau de la Côte d'Ivoire (SODECI), et l’Agence nationale d’appui au développement rural (ANADER) qui a repris les prérogatives de la SODEPRA, dissoute en 1994 dans le cadre de la restructuration du secteur agricole (construction de barrages, de lieux de vaccination, distribution de semences de cultures fourragères à des prix subventionnés).

## Société

### Démographie
Dans la commune de Boundiali, en 1998, le Recensement général de la population et de l'habitation (RGPH 98) a permis d'identifier, outre la ville, appelée également village noyau, 13 campements. Ensemble, ces entités abritaient 4 738 ménages. 29 848 personnes résidaient en ville et 274 dans les dits campements, soit un total de 30 122 habitants dont 15 273 hommes et 14 849 femmes. Ceci donnait un rapport de masculinité de 102,9%.
| 1975  | 1988   | 1998   | 2010   | 2021   |
| ----- | ------ | ------ | ------ | ------ |
| 9 910 | 22 042 | 29 848 | 38 989 | 92 792 |

### Éducation
La ville dispose de plusieurs établissements d'enseignement privés et publics.

### Santé
La ville compte un hôpital qui a fait l'objet d'une réhabilitaion en 2005 pour un montant de 30 millions de F CFA, et une officine de pharmacie, la Pharmacie de la Bagoué. Comme dans de nombreuses villes en Afrique, l'hôpital ne fournit pas les médicaments. Il est nécessaire, avant de s'y rendre, d'acheter les pansements, seringues, mercurochrome, etc. à la pharmacie. De très nombreux dispensaires ont été construits dans la région avec l'appui de la coopération canadienne.
La lèpre sévit encore dans certains villages de la région ainsi que dans les départements de Danané, Man, Biankouma, Touba, Tingréla, Korhogo, Katiola, Dabakala et Béoumi. En 1984, la Journée mondiale des lépreux a été organisée à Boundiali, sous la présidence du professeur Alphonse Djédjé Mady, alors ministre de la Santé du gouvernement de Félix Houphouët-Boigny.

### Langues
Depuis l'indépendance, la langue officielle dans toute la Côte d'Ivoire est le français. La langue véhiculaire, parlée et comprise par la majeure partie de la population, est le Dioula mais la langue vernaculaire de la région est le Sénoufo. Le français effectivement parlé dans la région comme à Abidjan est appelé le français populaire ivoirien ou français de moussa qui se distingue du français standard par la prononciation. Une autre forme de français parlé à Boundiali est le nouchi, un argot parlé surtout par les jeunes. La ville accueillant de nombreux ivoiriens issus de toutes les régions du pays, toutes les langues vernaculaires du pays, environ une soixantaine, y sont pratiquées. Depuis 2002, avec l'arrivée dans la région de burkinabés, on y parle aussi le Moré, langue des Mossis[réf. nécessaire].

### Urbanisme et habitat
La ville est organisée autour d'une route principale bitumée, bordée de flamboyants, et autour de laquelle s'est installé le marché. Elle comporte à la fois des maisons « en dur », construites en parpaings et recouvertes de toits en « tôle ondulée », et des quartiers organisés selon le système de la « cour » collective autour de laquelle sont construites plusieurs habitations en banco, rondes ou rectangulaires ; ce qui respecte l'organisation habituelle et multi-séculaire des villages sénoufos de la région. Les différents quartiers de la ville sont parfois nommés : il existe ainsi un « quartier résidentiel », un « quartier Chérif », un « quartier Fagayogo », quartier Tchogona, et un « quartier des forgerons » Loworo, quartier Nabanga noyau de ville} et le quartier Bele. De l'époque coloniale, subsistent quelques maisons en bois surélevées qui présentent l'avantage inestimable, grâce à la convection naturelle, de ne nécessiter aucun système de climatisation.

## Économie

### Secteur secondaire
À la suite du désengagement de l'État ivoirien des activités productrices de coton, le consortium IPS (WA) et la Société Paul Reinhart Ag ont créé, le 23 août 1998, la société Ivoire Coton, qui est propriétaire à Boundiali de deux usines d'égrenage de coton, présentant chacune une capacité de traitement de 70 000 tonnes par an : Boundiali 1 et Boundiali 2. Le coton constitue la principale richesse de la région, au point d'y être appelé l’« or blanc ».
De façon artisanale, de nombreux tisserands transforment le coton en pièces de tissu et les couturiers fabriquent ensuite des boubous, des pagnes et des vêtements de toute nature sur mesure à la demande des clients et clientes ; la couture étant ici une activité pratiquée par la gent masculine.

### Secteur tertiaire

#### Transports
Depuis la gare routière de Boundiali, des compagnies de bus et des taxis brousse relient la ville aux localités voisines. La ville est équipée d'un aéroport dont la piste a été construite en latérite (code AITA : BXI, code OIAC DIBI). Dans les années 1980, chaque jour, un avion de la compagnie Air Ivoire reliait la ville à la capitale économique du pays, Abidjan.

#### Commerce

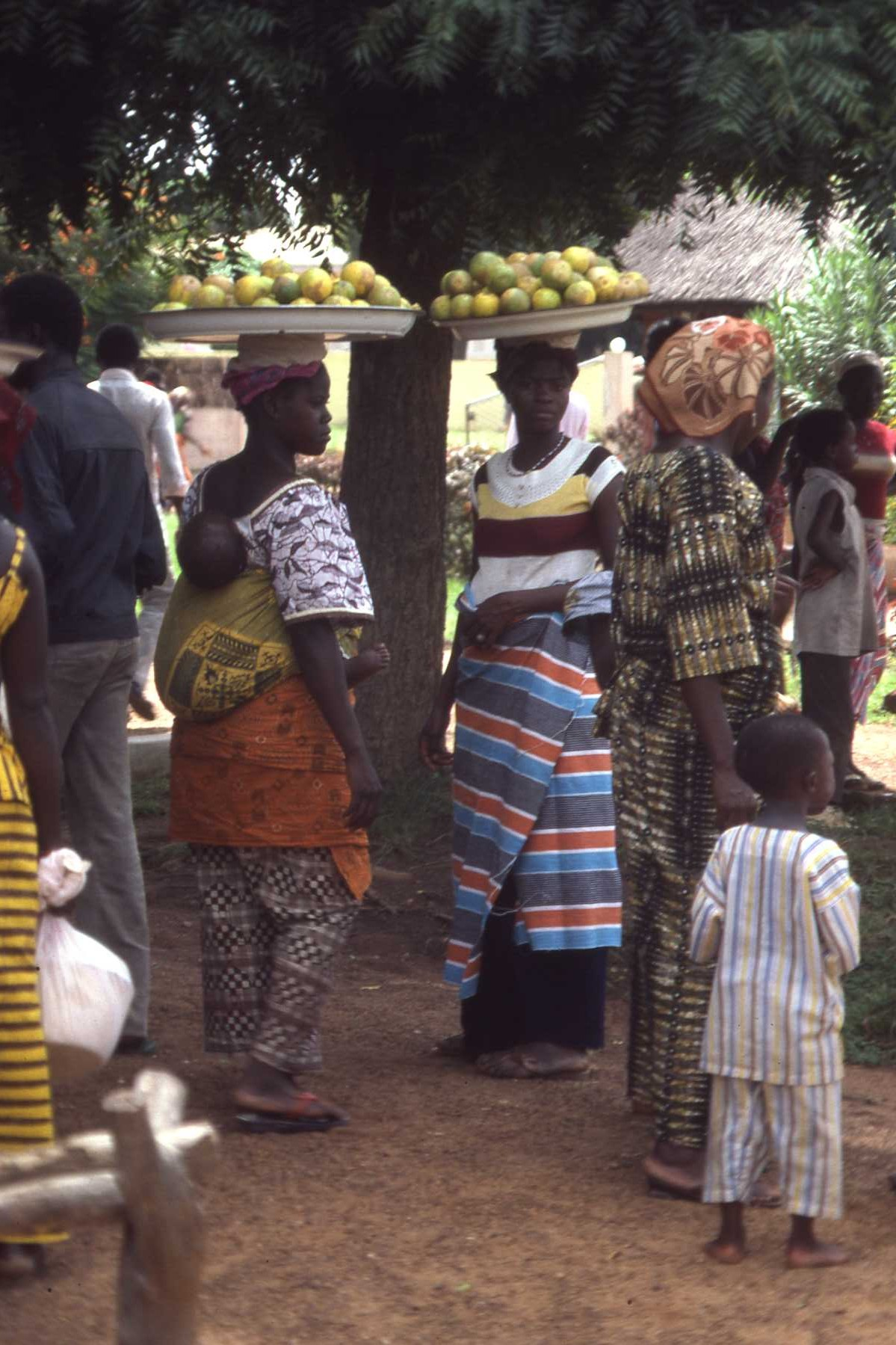
Marché de Boundiali.

La ville est équipée en son centre d'un marché dont l'activité est quotidienne mais qui culmine le samedi lorsque les villageois des alentours viennent s'approvisionner et y vendre leur production. Elle compte aussi un supermarché, ce qui n'est pas le cas de beaucoup de villes analogues de Côte d'Ivoire.
Après la prise de contrôle de tout le nord du pays par les Forces nouvelles de Côte d'Ivoire en 2002, le commerce transfrontalier avec le Mali et surtout le Burkina Faso s'est considérablement développé, l'approvisionnement par le sud étant devenu très difficile et aléatoire. Il en a résulté une moindre taxation des marchandises, la vie devenant ainsi meilleur marché au nord qu'au sud, contrairement à la situation qui prévalait antérieurement.

#### Banques
Il existe actuellement, à Boundiali, deux agences des banques BACI (Banque Atlantique) et BNI (Banque Nationale d'Investissement).

## Énergie
En 2024, Boundiali a inauguré sa première centrale photovoltaïque, produisant 80 MW d’électricité. Ce projet, cofinancé par la KfW et l’Union européenne, alimente environ 430 000 personnes et réduit les émissions de CO₂ de 60 000 tonnes par an.
Une centrale électrique à biomasse d'une capacité de 25 MW est en cours de développement.

## Culture
Boundiali dispose d'une salle de cinéma fermée, à la différence de beaucoup de villes africaines dotées de cinémas en plein air. L'essentiel de sa programmation propose des films de karaté, des films égyptiens ou des films indiens venus de Bollywood. Comme dans la plupart des pays du tiers-monde, le cinéma indien est très apprécié en Afrique de l'Ouest. La ville est équipée d'un centre culturel. Elle est dotée d'une seule librairie. Au centre de la ville s'élève une mosquée de style soudanais. 
Un peintre local, reprenant une très ancienne tradition familiale, a développé un style original de peintures représentant la vie de la région et de ses habitants, dans un genre tout à fait différent de celui des célèbres toiles de Korhogo. Elles sont faites en « peinture naturelle », à base de plantes, sur des bandes de coton que lui procurent les tisserands de la ville. 
La région est aussi le lieu de naissance de Muriel Diallo, auteur de contes pour enfants, de la chanteuse mandingue Aïcha Koné, originaire de Gbon, et du grand écrivain ivoirien, Ahmadou Kourouma, lauréat à deux reprises, en 1969 et 1991, du Grand prix littéraire d'Afrique noire et auteur de : En attendant le vote des bêtes sauvages, Allah n'est pas obligé, récompensé par le Prix Renaudot en 2000, et surtout Les Soleils des indépendances, écrit en 1968 en réaction aux régimes politiques africains issus de la décolonisation et qui lui valut quelques « soucis » dans son propre pays le conduisant à plusieurs années d'exil.

## Sports
Avant la guerre civile qui a scindé le pays en deux territoires à partir de 2002, la ville de Boundiali disposait d'un club de football, l'Élan sportif de Boundiali, évoluant en « 2e division nationale » (actuellement MTN Ligue 2) et disputant ses matchs sur le terrain du stade municipal. En 2008, le club évolue en Championnat de Division Régionale, au sein de la ligue de Yamoussoukro. Comme dans la plupart des villes du pays, il est organisé, de façon informelle, des tournois de football à 7 joueurs qui, très populaires en Côte d'Ivoire, sont dénommés Maracanas. Le handball est également pratiqué, particulièrement par les élèves féminines des lycées de la ville. En 2008, Boundiali a constitué une ville-étape du Tour de l'or blanc, de retour dans le nord du pays après plusieurs années d'absence en raison de la crise de 2002.

## Personnalités liées à la ville et à la région
- Aïcha Koné, chanteuse ;
- Ahmadou Kourouma, écrivain ;
- Mamadou Koné, ministre de la justice ;
- Mariatou Koné, ministre de l'Éducation nationale et de l'alphabétisation;
- Teeyah, chanteuse.

#### Romans et récits
- Patrick Grainville, Les Flamboyants, 1976[13] ;

- Pierre Frégeac, Carnaval sous les manguiers, Editions Hagège, 1998[14] ;

- Philippe de Baleine, Le petit train de la brousse, Paris, Filipacchi, 1985 ;

- Philippe de Baleine, Nouveau Voyage sur le petit train de la brousse, Paris, Filipacchi, 1992.

#### Boundiali
- Jos Gansemans, Côte d'Ivoire. Chants et danses de Boundiali, 1983 ;

- Le volcanisme du sillon de Boundiali, phénomène principal du protérozoïque inférieur de cette région N.NW de la Côte d'Ivoire, thèse de l'université Blaise-Pascal de Clermont-Ferrand, 1987 ;

- Alain-Gérard Beaudou, Étude pédologique de la Région de Boundiali-Korhogo : Méthodologie et typologie détaillée, morphologie et caractères analytiques, Éditions de l'ORSTOM.

#### Langues
- Jacques Rongier, Parlons sénoufo, L' Harmattan ;

- Maurice Delafosse, Dictionnaire français-peul, Paris, Société française d'ethnographie, 1923 ;

- Maurice Delafosse, Vocabulaires comparatifs de plus de 60 langues ou dialectes parlés à la Côte d'Ivoire et dans les régions limitrophes, Paris, E. Leroux, 1904, p. 284 ;

- Maurice Delafosse, Essai de manuel pratique de la langue mandé ou mandingue. Étude grammaticale du dialecte dyoula. Vocabulaire français-dyoula. Histoire de Samori en mandé. Étude comparée des principaux dialectes mandé, Paris, Publications de l'INALCO, 1904, p. 304.

#### Côte d'Ivoire
- Clozel (F. J.), Dix ans à la Côte d'Ivoire, Paris, 1906

- Pierre Kipré, Histoire de la Côte d'Ivoire, Éditions AMI, 1992

- P. Duprey, Histoire des ivoiriens, naissance d'une nation, 1985

- Jos Gansemans, Côte d'Ivoire. Chants et danses de Boundiali, 1983

- Pierre Kipré, Côte d'Ivoire : La formation d'un peuple, Éditions AMI, 2008

- Alice Ellenbogen, École primaire et citoyenneté en Côte d'Ivoire aujourd'hui, 2004

- Marie Miran, Islam, histoire et modernité en Côte d'Ivoire, Éditions Karthala, 2006

- Ministère ivoirien des Affaires culturelles, Architecture coloniale en Côte d'Ivoire, Éditions CEDA, 1985

- R. Borremans, Le grand dictionnaire encyclopédique de la Côte d'Ivoire, Nouvelles éditions africaines, 1987

- Guy Cangah et Simon-Pierre Ekanza, La Côte d'Ivoire par les textes, Paris, Les Nouvelles Éditions Africaines, 1978, 9 p.

- Collectif, Pays du monde : Côte-d’Ivoire. In Encyclopédie Bordas, Mémoires du XXe siècle, édition 1995. Tome 20 « 1990-1994 », Bordas, 1995, 159 p. (ISBN 978-2-7068-1853-0)

- Gilbert Gonnin et René Kouamé Allou, Côte d’Ivoire : les premiers habitants, Éditions CERAP, 2006, 122 p. (ISBN 2-915352-30-5)

- Gabriel Angoulvant, La Pacification de la Côte d’Ivoire, 1908-1915 : méthodes et résultats(lettre-préface du général Gallieni), Paris, Larose, 1916, 395 p.

- Clément Bourque, L'intégration nationale en Côte d’Ivoire, Université Laval, 1978

- Firmin Guelade, Étude systémique de l'évolution culturelle de l'apprenant et du système éducatif primaire en Côte d'Ivoire, Université Laval, 1984

- Maurice Delafosse, Les frontières de la Côte d'Ivoire, de la Côte d'Or, et du Soudan ( avec 94 figures dans le texte d'après des photographies de l'auteur et une carte ), Paris, Masson, 1908

- Maurice Delafosse, Traditions historiques et légendaires du Soudan occidental ( traduites d’un manuscrit arabe inédit ), Paris, Comité de l'Afrique française, 1913, p. 104

- Louis-Gustave Binger, Du Niger au golfe de Guinée : par le pays de Kong et le Mossi : par le capitaine Binger, Paris, 1892, p. 513

- J.C. Arnaud, Le pays Malinké de Côte-d’Ivoire (aire ethnique et expansion migratoire) : Thèse es lettres, Rouen, 1987, p. 270

- Jean Noël Loucou, Côte d’Ivoire : les résistances à la conquête coloniale, Abidjan, Éditions CERAP, 2007, 150 p. (ISBN 978-2-915352-31-3 et 2-915352-31-3)

- Simon Pierre Ekanza, Côte d’Ivoire : Terre de convergence et d’accueil (XVe – XIXe siècles), Abidjan, Éditions CERAP, 2006, 119 p. (ISBN 2-915352-22-4)

#### Afrique
- Alfred Marche, Trois voyages dans l'Afrique occidentale, 1879

- René Caillié, Voyage à Tombouctou et à Djenné, dans l'intérieur de l'Afrique, 1830

- Erik Orsenna, Voyages aux pays du coton : Petit précis de mondialisation, Presses universitaires de France, 2006

- Catherine Akpo-Vaché, L'AOF et la Seconde Guerre mondiale. La vie politique, septembre 1939-octobre 1945, Paris, Presses universitaires de France, 1996, 330 p. (ISBN 2-86537-640-0, présentation en ligne)

- Albert Adu Boahen, Histoire générale de l'Afrique, Comité scientifique international pour la rédaction d'une histoire générale de l'Afrique (Unesco), l'Afrique sous domination coloniale 1880-1935, Présence africaine, 1989 (ISBN 2-7087-0519-9)

- Jean Sauvy, Initiation à l'économie des pays en voie de développement, les cahiers de l'Institut international d'Administration publique, 1968

- Jean-Louis Monod, Histoire de l'Afrique Occidentale Française d'après les travaux et les indications de Maurice Delafosse, Paris, Delagrave, 1926, p. 341